# Waldo Bernal Pereira
Waldo Bernal Pereira (La Paz, Bolivia; 1931), militar boliviano, General de la Fuerza Aérea de Bolivia. Fue parte de la Junta de Comandantes que presidió el país entre el 4 de agosto hasta el 4 de septiembre de 1981, conjuntamente Celso Torrelio Villa y Óscar Pammo Rodríguez. Entre 1971 y 1977 fue Ministro de Educación y Cultura durante el gobierno del general Hugo Banzer Suárez.
Waldo Bernal Pereira nació el año 1931 en la ciudad de La Paz. Fue uno de los principales colaboradores del Presidente de facto Luis García Meza Tejada durante su gobierno y uno de los líderes en el golpe de Estado del 17 de julio de 1980 en que fue derrocada la Presidenta de Bolivia Lidia Gueiler Tejada.
Por delitos contra el país, fue juzgado y condenado a 5 años de prisión en 1994, por participar en el gobierno de García Meza.
La Corte Suprema de Justicia condenó a Bernal Pereira, el 21 de abril de 1993, por la comisión de cuatro delitos:
- Resoluciones contrarias a la Constitución Política del Estado y las Leyes
- Negociaciones incompatibles con el ejercicio de funciones públicas
- Contratos lesivos al Estado, sociedad
- Acciones ficticias

Fue procesado dentro del Cuarto Grupo de Delitos en el Juicio de Responsabilidades: En el caso La Gaiba por la destrucción de la riqueza nacional, hurto y tráfico de minerales en zona de reserva fiscal.